# Мрія (застосунок)
Мрія — український державний освітній застосунок. Станом на червень 2024 року перебуває у фазі бета-тестування.

## Історія
1 вересня 2023 року президент України Володимир Зеленський презентував освітній застосунок «Мрія» під час відеоконференції з учнями й педагогами українських та закордонних навчальних закладів. Повідомлялось, що «Мрію» розробляє Міністерство цифрової трансформації спільно з Міністерством освіти і науки за підтримки програми EGAP, що виконується Фондом Східна Європа.
16 лютого 2024 року Кабінет Міністрів України підтримав постанову, яка дозволяє запустити освітній застосунок.
6 червня 2024 року Міністерство освіти і науки України повідомило, що застосунок працює в пілотному режимі. Вчителі, учні та батьки 40 шкіл із шести областей України та міста Києва спільно з командою «Мрії» тестують функціонал та надають зворотний зв'язок. За словами Михайла Федорова, у вересні-жовтні 2024 року планується підключити ще 1000 шкіл, а до кінця 2025 року — всі школи України.
19 червня 2024 року запрацював офіційний сайт застосунку.

## Функціонал
У бета-версії для вчителів доступні такі функції:
- журнал — можливість ставити оцінки, додавати коментарі та відмічати відвідування учнів
- розклад — можливість планувати робочий день, навіть якщо вчитель працює у кількох школах
- домашні завдання — можливість додавати завдання усьому класу або індивідуально учням: з описом деталей, фото і посиланнями на додаткові матеріали
- бібліотека контенту — добірки відео для саморозвитку та організації навчального процесу
- чати на базі Signal — спосіб зв'язку з класом[2].

У бета-версії застосунку для дітей доступні такі функції:
- план дня — можливість вести розклад уроків, бачити свої оцінки та коментарі до них, домашні завдання та нагадування про терміни їх виконання.
- результати навчання — можливість відстежувати власні досягнення і динаміку: оцінки, виконання домашніх завдань, відвідування
- Мрія ID — цифровий освітній документ, що дозволяє ідентифікувати школярів
- бібліотека контенту — навчально-пізнавальні відео, розроблені спеціально для «Мрії»
- чати на базі Signal[9].

## Тестування
Тестування складається з трьох етапів. На першому учні, вчителі та батьки перевіряють, як працює застосунок — від авторизації до заповнення журналів, сповіщень та аналітики досягнень. Далі 58 тренерів, відвідують кожну школу, готують учителів до навчального року й навчають користуватися застосунком і вебверсією. Для цього проводять тренінги, моделюють ситуації, які можуть виникнути в процесі навчання, а також надають відповіді на всі запитання. Третій і завершальний етап — старт навчального року.
Після тестування застосунок зможуть упроваджувати всі школи України. За словами Михайла Федорова, в подальшому проєкт масштабуватиметься на всі ланки освіти — від дошкілля до університетів та людей, які підтримують концепцію навчання протягом усього життя.